# Giro del Belgio 2019
Il Giro del Belgio 2019, ottantanovesima edizione della corsa e valido come evento dell'UCI Europe Tour 2019 categoria 2.HC, si svolse in cinque tappe dal 12 al 16 giugno 2019 su un percorso di 683,8 km, con partenza da Sint-Niklaas e arrivo a Beringen, in Belgio. La vittoria fu appannaggio del belga Remco Evenepoel, il quale completò il percorso in 15h49'17", precedendo i connazionali Victor Campenaerts e Tim Wellens.
Sul traguardo di Beringen 124 ciclisti, su 153 partiti da Sint-Niklaas, portarono a termine la competizione.

## Tappe
| Tappa  | Data      | Percorso                                    | km    | Vincitore di tappa   | Leader cl. generale  |
| ------ | --------- | ------------------------------------------- | ----- | -------------------- | -------------------- |
| 1ª     | 12 giugno | Sint-Niklaas > Knokke-Heist                 | 184,3 | Jan-Willem van Schip | Jan-Willem van Schip |
| 2ª     | 13 giugno | Knokke-Heist > Zottegem                     | 180,8 | Remco Evenepoel      | Remco Evenepoel      |
| 3ª     | 14 giugno | Grimbergen > Grimbergen (cron. individuale) | 9,2   | Tim Wellens          | Remco Evenepoel      |
| 4ª     | 15 giugno | Seraing > Seraing                           | 151,1 | Victor Campenaerts   | Remco Evenepoel      |
| 5ª     | 16 giugno | Tongeren > Beringen                         | 158,4 | Bryan Coquard        | Remco Evenepoel      |
| Totale | Totale    | Totale                                      | 683,8 |                      |                      |

## Squadre e corridori partecipanti
| N.      | Cod. | Squadra                     |
| ------- | ---- | --------------------------- |
| 1-7     | LTS  | Lotto Soudal                |
| 11-17   | DQT  | Deceuninck-Quick-Step       |
| 21-27   | AST  | Astana Pro Team             |
| 31-37   | TFS  | Trek-Segafredo              |
| 41-47   | BBH  | Burgos-BH                   |
| 51-57   | COF  | Cofidis, Solutions Crédits  |
| 61-67   | COC  | Corendon-Circus             |
| 71-77   | ICA  | Israel Cycling Academy      |
| 81-87   | RIW  | Riwal Readynez Cycling Team |
| 91-97   | ROP  | Roompot-Charles             |
| 101-107 | SVB  | Sport Vlaanderen-Baloise    |

| N.      | Cod. | Squadra                         |
| ------- | ---- | ------------------------------- |
| 111-117 | PCB  | Team Arkéa-Samsic               |
| 121-127 | TDE  | Total Direct Énergie            |
| 131-137 | VCB  | Vital Concept-B&B Hotels        |
| 141-147 | WVA  | Wallonie Bruxelles              |
| 151-157 | WGG  | Wanty-Gobert Cycling Team       |
| 161-167 | NRL  | Natura4Ever-Roubaix-Lille Métr. |
| 171-177 | CIB  | Cibel                           |
| 181-187 | TFL  | Telenet Fidea Lions             |
| 191-197 | PSB  | Pauwels Sauzen-Bingoal          |
| 201-207 | TIS  | Tarteletto-Isorex               |
| 211-217 | BEL  | Belgio                          |

## Dettagli delle tappe

### 1ª tappa
- 12 giugno: Sint-Niklaas > Knokke-Heist – 184,3 km

Risultati
| Pos. | Corridore       | Squadra    | Tempo    |
| ---- | --------------- | ---------- | -------- |
| 1    | J.-W. van Schip | Roompot    | 4h15'14" |
| 2    | Tim Merlier     | Corendon   | a 4"     |
| 3    | Fabio Jakobsen  | Deceuninck | s.t.     |

| Pos. | Corridore       | Squadra    | Tempo    |
| ---- | --------------- | ---------- | -------- |
| 1    | J.-W. van Schip | Roompot    | 4h14'57" |
| 2    | Tim Merlier     | Corendon   | a 15"    |
| 3    | Fabio Jakobsen  | Deceuninck | a 17"    |

### 2ª tappa
- 13 giugno: Knokke-Heist > Zottegem – 180,8 km

Risultati
| Pos. | Corridore       | Squadra    | Tempo    |
| ---- | --------------- | ---------- | -------- |
| 1    | Remco Evenepoel | Deceuninck | 4h26'04" |
| 2    | Fabio Jakobsen  | Deceuninck | a 42"    |
| 3    | Tim Merlier     | Corendon   | s.t.     |

| Pos. | Corridore       | Squadra    | Tempo    |
| ---- | --------------- | ---------- | -------- |
| 1    | Remco Evenepoel | Deceuninck | 8h41'03" |
| 2    | Fabio Jakobsen  | Deceuninck | a 51"    |
| 3    | Tim Merlier     | Corendon   | s.t.     |

### 3ª tappa
- 14 giugno: Grimbergen > Grimbergen – Cronometro individuale – 9,2 km

Risultati
| Pos. | Corridore          | Squadra | Tempo  |
| ---- | ------------------ | ------- | ------ |
| 1    | Tim Wellens        | Lotto   | 10'46" |
| 2    | N. Van Hooydonck   | Belgio  | a 1"   |
| 3    | Victor Campenaerts | Lotto   | a 2"   |

| Pos. | Corridore          | Squadra    | Tempo    |
| ---- | ------------------ | ---------- | -------- |
| 1    | Remco Evenepoel    | Deceuninck | 8h51'52" |
| 2    | Tim Wellens        | Lotto      | a 57"    |
| 3    | Victor Campenaerts | Lotto      | a 1'00"  |

### 4ª tappa
- 15 giugno: Seraing > Seraing – 151,1 km

Risultati
| Pos. | Corridore          | Squadra    | Tempo    |
| ---- | ------------------ | ---------- | -------- |
| 1    | Victor Campenaerts | Lotto      | 3h40'16" |
| 2    | Andreas Kron       | Riwal      | s.t.     |
| 3    | Remco Evenepoel    | Deceuninck | s.t.     |

| Pos. | Corridore          | Squadra    | Tempo     |
| ---- | ------------------ | ---------- | --------- |
| 1    | Remco Evenepoel    | Deceuninck | 12h32'02" |
| 2    | Victor Campenaerts | Lotto      | a 52"     |
| 3    | Tim Wellens        | Lotto      | a 2'02"   |

### 5ª tappa
- 16 giugno: Tongeren > Beringen – 158,4 km

Risultati
| Pos. | Corridore      | Squadra       | Tempo    |
| ---- | -------------- | ------------- | -------- |
| 1    | Bryan Coquard  | Vital Concept | 3h17'15" |
| 2    | Pierre Barbier | Natura4Ever   | s.t.     |
| 3    | Emīls Liepiņš  | Wallonie      | s.t.     |

| Pos. | Corridore          | Squadra    | Tempo     |
| ---- | ------------------ | ---------- | --------- |
| 1    | Remco Evenepoel    | Deceuninck | 15h49'17" |
| 2    | Victor Campenaerts | Lotto      | a 52"     |
| 3    | Tim Wellens        | Lotto      | a 2'02"   |

## Evoluzione delle classifiche
| Tappa              | Vincitore            | Classifica generale Maglia blu | Classifica a punti Maglia rossa | Classifica combattività Maglia verde | Classifica a squadre      |
| ------------------ | -------------------- | ------------------------------ | ------------------------------- | ------------------------------------ | ------------------------- |
| 1ª                 | Jan-Willem van Schip | Jan-Willem van Schip           | Jan-Willem van Schip            | Thomas Sprengers                     | Roompot-Charles           |
| 2ª                 | Remco Evenepoel      | Remco Evenepoel                | Fabio Jakobsen                  | Thomas Sprengers                     | Deceuninck-Quick-Step     |
| 3ª                 | Tim Wellens          | Remco Evenepoel                | Fabio Jakobsen                  | Thomas Sprengers                     | Lotto Soudal              |
| 4ª                 | Victor Campenaerts   | Remco Evenepoel                | Remco Evenepoel                 | Thomas Sprengers                     | Wanty-Gobert Cycling Team |
| 5ª                 | Bryan Coquard        | Remco Evenepoel                | Remco Evenepoel                 | Thomas Sprengers                     | Wanty-Gobert Cycling Team |
| Classifiche finali | Classifiche finali   | Remco Evenepoel                | Remco Evenepoel                 | Thomas Sprengers                     | Wanty-Gobert Cycling Team |

## Classifiche finali

### Classifica generale - Maglia blu
| Pos. | Corridore          | Squadra       | Tempo     |
| ---- | ------------------ | ------------- | --------- |
| 1    | Remco Evenepoel    | Deceuninck    | 15h49'17" |
| 2    | Victor Campenaerts | Lotto         | a 52"     |
| 3    | Tim Wellens        | Lotto         | a 2'02"   |
| 4    | Toon Aerts         | Telenet       | a 2'28"   |
| 5    | Andreas Kron       | Riwal         | a 2'29"   |
| 6    | Jasper Philipsen   | Belgio        | s.t.      |
| 7    | Bryan Coquard      | Vital Concept | s.t.      |
| 8    | Loïc Vliegen       | Wanty         | a 2'38"   |
| 9    | Aimé De Gendt      | Wanty         | a 2'39"   |
| 10   | Pieter Weening     | Roompot       | s.t.      |

### Classifica a punti - Maglia rossa
| Pos. | Corridore          | Squadra    | Punti |
| ---- | ------------------ | ---------- | ----- |
| 1    | Remco Evenepoel    | Deceuninck | 66    |
| 2    | Jasper Philipsen   | Belgio     | 47    |
| 3    | Tim Merlier        | Corendon   | 47    |
| 4    | Fabio Jakobsen     | Deceuninck | 47    |
| 5    | Victor Campenaerts | Lotto      | 46    |

### Classifica combattività - Maglia verde
| Pos. | Corridore        | Squadra     | Punti |
| ---- | ---------------- | ----------- | ----- |
| 1    | Thomas Sprengers | Sport Vl.   | 56    |
| 2    | J.-W. van Schip  | Roompot     | 50    |
| 3    | Quinten Hermans  | Telenet     | 34    |
| 4    | Tom Dernies      | Natura4Ever | 30    |
| 5    | William Clarke   | Trek        | 22    |

### Classifica a squadre
| Pos. | Squadra                   | Tempo |
| ---- | ------------------------- | ----- |
| 1    | Wanty-Gobert Cycling Team | ?     |
| 2    | Lotto Soudal              | a ?   |
| 3    | Telenet Fidea Lions       | a ?   |
| 4    | Corendon-Circus           | a ?   |
| 5    | Roompot-Charles           | a ?   |